# Seni Kendime Sakladım
Seni Kendime Sakladım – trzeci studyjny album grupy Duman.
Płyta została wydana w 2005 roku przez wytwórnię płytową NR1 Müzik. Autorem większości kompozycji na płycie jest wokalista Kaan Tangöze, wyjątek stanowią utwory „Sayın Bayan” i „Aman Aman”, do których słowa i muzykę napisał basista zespołu Ari Barokas.

## Lista utworów
1. „Özgürlüğün Ülkesi”
2. „Sayın Bayan”
3. „Yanıbaşımdan”
4. „Seni Kendime Sakladım”
5. „Sen Ben”
6. „Melek”
7. „En Güzel Günüm Gecem”
8. „Yürekten”
9. „Aman Aman”
10. „Sadece Koklayacaktım”
11. „Rüyanda Görsen İnanma”
12. „Geçmiş Olsun”

## Teledyski
- „Seni Kendime Sakladım” (2005)
- „Aman Aman” (2006)
- „En Güzel Günüm Gecem” (2006)